# Chandpur (zila)
Chandpur (Cām̐dapura jēlāⓘ en bengalí: চাঁদপুর Chandpur Jela) es un zila o distrito de Bangladés que forma parte de la división de Chittagong.
Comprende 8 upazilas en una superficie territorial de 1604.08 km²: Chandpur, Faridganj, Haimchar, Haziganj, Kachua, Matlab y Shahrasti.

## Upazilas
- Chandpur Sadar
- Faridganj
- Haimchar
- Hajiganj
- Kachua
- Matlab Dakshin
- Matlab Uttar
- Shahrasti

## Demografía
| Gráfica de evolución de Chandpur entre 2001 y 2011 |
|                                                    |